# Ice (film)
Pour les articles homonymes, voir Ice.
Ice est un film d'anticipation politique réalisé par Robert Kramer sorti en 1969, filmé avec l'association des membres Newsreel.

## Synopsis
Dans un futur proche alors que les U.S.A. sont en guerre contre le Mexique, à New-York des résistants au régime fasciste préparent une offensive d'ampleur contre le régime fasciste, par une campagne de sabotage, d'assassinat en rétorsion de la torture que la police politique secrète la SecPo pratique contre les militants, et de prise d'otage dans des immeubles résidentiels. Le film montre quelques étapes de ce conflit qui voit le groupe révolutionnaire gagner en importance, et aussi en soutien par des partenaires importants bien que non identifiés. Dans le déroulement du récit sont insérés des ciné-tracts de propagande révolutionnaire incitant à la lutte armée contre l'Etat. 

## Fiche technique
- Réalisation : Robert Kramer
- Scénario : Robert Kramer
- Production : David C. Stone
- Durée : 130 minutes

## Distribution
- Robert Kramer : Robert
- Leo Braudy : Vladimir